# نانسي ديفيدسون
نانسي ديفيدسون (بالإنجليزية: Nancy Davidson)‏ هي فنانة أمريكية، ولدت في 3 نوفمبر 1943 في شيكاغو في الولايات المتحدة.